# Hipogastrio
En anatomía, el hipogastrio, región púbica o región suprapúbica es una región del abdomen localizada debajo de la región umbilical y entre las fosas ilíacas o regiones inguinales derecha e izquierda. El hueso pubis constituye su límite inferior. Las raíces de la palabra hipogastrio significan "por debajo del estómago"; las raíces de suprapúbica significan "por encima del hueso pubis".
Esta región se encuentra parcialmente cubierta por vello pubiano en el hombre y por el monte de Venus en la mujer. Contiene a la vejiga y al útero.